# Alípio Ayres de Carvalho
Alípio Ayres de Carvalho (Carolina, 26 de outubro de 1916 – Curitiba, 30 de maio de 2008) foi um militar, engenheiro e político brasileiro filiado a Aliança Renovadora Nacional (ARENA).

## Biografia
Nasceu no estado do Maranhão, no município de Carolina, em 1916. Era filho de Odolfo Ayres de Medeiros e de Adah Ayres de Carvalho. No Rio de Janeiro cursou a Escola Militar do Realengo. Em Curitiba formou-se pela Faculdade de Engenharia da Universidade Federal do Paraná em 1941. Cursou também a Escola de Comando do Estado-Maior do Exército em 1946.
No governo do Paraná foi secretário de Viação de 1961 a 1965. Através da Assembleia Legislativa do Paraná, foi eleito indiretamente para vice-governador do Estado do Paraná de 20 de novembro de 1965 a 31 de janeiro de 1966, sendo o governador Algacir Guimarães.
Foi ainda vice-presidente do Diretório Regional da ARENA de 1969 a 1971. Foi também eleito deputado federal pela ARENA de 1967 a 1971, e reeleito para o mandato de 1971 a 1975, de 1975 a 1979, e de 1979 a 1983.
Foi casado com Vairene Gonçalves e morreu aos 91 anos em Curitiba.

## Publicações
- A Economia Paranaense, monografia, 1959.[3]
- A política de transportes do Paraná, 1967.[3]
- Infraestrutura e conjuntura do Paraná, 1967.[3]
- Por uma melhor compreensão entre civis e militares, 1967.[3]
- A Comissão de Segurança Pública - suas atribuições, 1973.[3]
- Impressões sobre a XXXI Assembléia Geral da Organização das Nações Unidas (ONU), 1975.[3]
- As forças armadas na evolução política do país, 1977.[3]